# Falange Nacional
De Falange Nacional (Nederlands: Nationale Falange, FN) was een Chileense christelijke politieke partij die bestond van 1935 tot 1957. Aanhangers van de partij werden falangistas genoemd.

## Geschiedenis
Sinds het einde van de negentiende eeuw waren er spanningen binnen de Partido Conservador (conservatieven) tussen behoudzuchtige en vernieuwingsgezinde krachten. De vernieuwers wilden de PC omvormen tot een moderne partij gebaseerd op de katholieke sociale leer, dit tot onvrede van de partij-elite die zich verzetten tegen iedere verandering.
In de twintigste eeuw werd een jeugdafdeling van de conservatieve partij opgericht. De jongeren waren minder geïnteresseerd in de belangen van de grootgrondbezitters en rijke industriëlen die het traditionele electoraat van conservatieve partij vormden, maar wilden dat de partij zich meer zou richten op de lagere middenklasse en de verheffing van de arbeiders. Toen de jongeren er niet in slaagden om grip te krijgen op de partij-elite, scheidden zij zich af en kwam het in 1935 tot de oprichting van de Falange Nacional (FN).
De partijnaam is een verwijzing naar het falangisme, een semi-fascistische stroming uit Spanje die een grote mate van populariteit verwierf in Latijns Amerikaanse landen. In de beginjaren was de invloed van het Spaanse falangisme nog duidelijk merkbaar omdat de leden een paramilitaire training ondergingen en in uniformen marcheerden. Anders dan de Spaanse falangisten waren de Chileense falangisten duidelijk progressief van inslag en reeds aan het einde van de jaren dertig nam men afstand van fascistoïde ideeën.
Vanwege haar progressieve economische ideeën (verheffing van de arbeiders, staatsinmenging en corporatisme) raakte de partij al snel in conflict met de leiding van de Rooms-Katholieke Kerk in Chili. In 1938 weigerde de FN de liberaal-conservatieve kandidaat voor het presidentschap, Gustavo Ross, te ondersteunen. Ofschoon de falangisten weigerden om een stemadvies uit te brengen voor de kandidaat van het linkse Volksfront, Pedro Aguirre Cerda, steunde men wel diens beleid nadat hij tot president was gekozen. In 1942 riep de FN haar aanhangers op om de gezamenlijke presidentskandidaat van links te steunen, Juan Antonio Ríos.
Na de Tweede Wereldoorlog verzette FN zich tegen het wetsvoorstel van de regering om de Communistische Partij van Chili te verbieden.
In 1948 vormden Falange Nacional en kleinere socialistische en progressieve partijen de Falange Radical Agrario Socialista, een verkiezingscombinatie die meedeed aan de parlementsverkiezingen van 1949. De combinatie viel na de verkiezingen al snel uit elkaar. In 1950 trad de Falange Nacional toe tot de regering.
Ondanks haar betrekkelijk grote invloed behaalde de FN bijna nooit meer dan 4% van de stemmen bij parlementsverkiezingen. In 1955 vormden de falangisten samen met de Partido Conservador Social Cristiano (PCSC) de combinatie Federación Social Cristiana (Christelijk-Sociale Federatie). In 1957 besloten de beide partijen te fuseren tot de Partido Demócrata Cristiano de Chile (Christendemocratische Partij van Chili).
Eduardo Frei Montalva, president van Chili van 1964 tot 1970 was een prominent lid van de Falange Nacional.

### Verkiezingsresultaten
Kamer van Afgevaardigden
| Jaar (totaal aantal afgevaardigden) | Aantal afgevaardigden | Aantal stemmen | Percentage | Opmerking                                           |
| ----------------------------------- | --------------------- | -------------- | ---------- | --------------------------------------------------- |
| 1941 (147)                          | 3                     | 15.553         | 3,4        |                                                     |
| 1945 (147)                          | 3                     | 11.565         | 2,6        |                                                     |
| 1949 (147)                          | 3                     | 18.221         | 3,9        | Onderdeel van de Falange Radical Agrario Socialista |
| 1953 (147)                          | 3                     | 22.353         | 2,9        |                                                     |
| 1957 (147)                          | 17                    | 82.710         | 11,56      | Onderdeel van de Federación Social Cristiano        |

Senaat
| Jaar (totaal aantal senatoren) | Aantal senatoren |
| ------------------------------ | ---------------- |
| 1941 (100)                     | 0                |
| 1945 (100)                     | 0                |
| 1949 (100)                     | 1                |
| 1953 (100)                     | 0                |
| 1957 (100)                     | 2                |